# Tout s'arrange
Pour plus de détails, voir Fiche technique et Distribution.
Tout s'arrange est un film français réalisé par Henri Diamant-Berger, sorti en 1931.

## Fiche technique
- Titre : Tout s'arrange
- Réalisation : Henri Diamant-Berger
- Scénario et dialogues : Henri Diamant-Berger
- Photographie : Henri Gondois et René Guichard
- Décors : Hugues Laurent
- Musique : Jean Lenoir
- Format :  Noir et blanc - 35 mm - Son mono
- Production : Osso Films
- Pays d'origine :  France
- Genre : Comédie
- Durée : 90 minutes
- Date de sortie : France - 17 juillet 1931

## Distribution
- Armand Bernard : Robert
- André Roanne : Georges
- Suzanne Dehelly : Micheline
- Nina Myral : Mme Dupetit-Flageot
- Betty Spell : Jackie
- Claude Dauphin : Émile
- Pierre Larquey : un ami de M. Ribadet
- Jean Joffre : le colonel
- Marcel Vallée : Dupetit-Flageot
- Georges Vitray : M. Ribadet
- Jeanne Pérez : Constance
- Janine Mirande : Héloïse Dupetit-Flageot
- Rolla France : Édith Ribadet